# Joseph Schacht
Pour les articles homonymes, voir Schacht.
Joseph Schacht, de son nom complet Joseph Franz Schacht, né le 15 mars 1902 à Ratibor et décédé le 1er août 1969 à Englewood, est un islamologue germano-britannique.

## Biographie
Il est tout d'abord professeur à Fribourg-en-Brisgau puis à Königsberg, puis, pour des raisons politiques, quitte en 1933 l'Allemagne pour Le Caire, où il est professeur de 1934 à 1939. Il se rend ensuite au Royaume-Uni où il va travailler pour la BBC et au ministère de l'Information. Il est naturalisé britannique en 1947. Entretemps, il est professeur à l'Université d'Oxford de 1946 à 1954, à Leyde jusqu'en 1959 puis à l'Université Columbia jusqu'en 1967.

## Travaux
L'un de ses sujets de recherche est la rationalité du droit musulman dont les éléments irrationnels viennent pour partie de l'origine religieuse de l'islam mais aussi des sources préislamiques et magiques.

## Quelques publications

### Ouvrages
- (en) An Introduction to Islamic Law[3], Oxford, Clarendon Press, 1964, 1991. Trad. française: Introduction au Droit Musulman, Paris, Maisonneuve et Larose, 1983 [présentation en ligne]
- (en)The Origins of Muhammadan jurisprudence, Oxford, Clarendon Press, 1950.
- (de) Der Islām, mit Ausschluss des Qor'āns, Tübingen, J. C. B. Mohr, coll. « Religionsgeschichtliches Lesebuch », 1931.

### Articles et chapitres d'ouvrages
- « Classicisme, traditionalisme et ankylose dans la loi religieuse de l'islam », dans Robert Brunschvig et Gustave E. von Grunenbaum (Dir.), Classicisme et déclin culturel dans l'histoire de l'islam, Paris, Besson et Chantemerle, 1957, 396 p. (présentation en ligne), p. 141-166
- « L’évolution moderne du droit musulman en Egypte », dans Mélanges Maspéro, vol. 3, Le Caire, Imprimerie de l’Institut français d’archéologie orientale, 1934, p. 323-334